# دونالد براونينج
دونالد براونينج هو سياسي كندي، ولد في 1860، وتوفي في 24 أبريل 1914.